# Плачущий Гераклит и смеющийся Демокрит

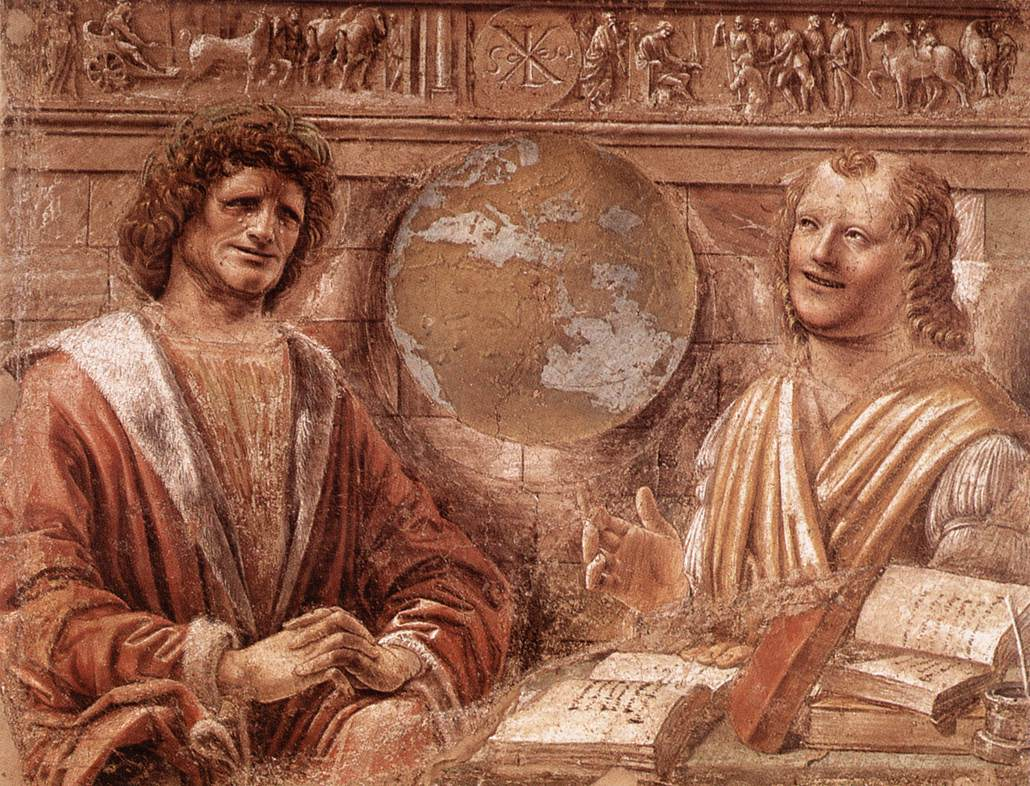
Донато Браманте. Гераклит и Демокрит. 1477. Пинакотека Брера, Милан

Плачущий Гераклит и смеющийся Демокрит — распространенное в европейской философии (начиная с античности) и живописи периода Ренессанса и барокко противопоставление двух знаменитых греческих философов, которые имели различное воззрение на жизнь: первый оплакивал людей, второй смеялся над людскими глупостями.

## История
Демокрит Абдерский (ок. 460 — ок. 370 до н. э.) и Гераклит Эфесский (ок. 540—475 до н. э.) — два великих античных философа, противоположность характеров которых — смеющийся и плачущий — является общим местом европейской культуры. Демокрит был известен как Смеющийся, поскольку его смешила глупость рода человеческого, более ранний философ Гераклит же был известен как Мрачный или Тёмный, и его философская система контрастировала с идеями Демокрита, на что обратили внимание последующие поколения.

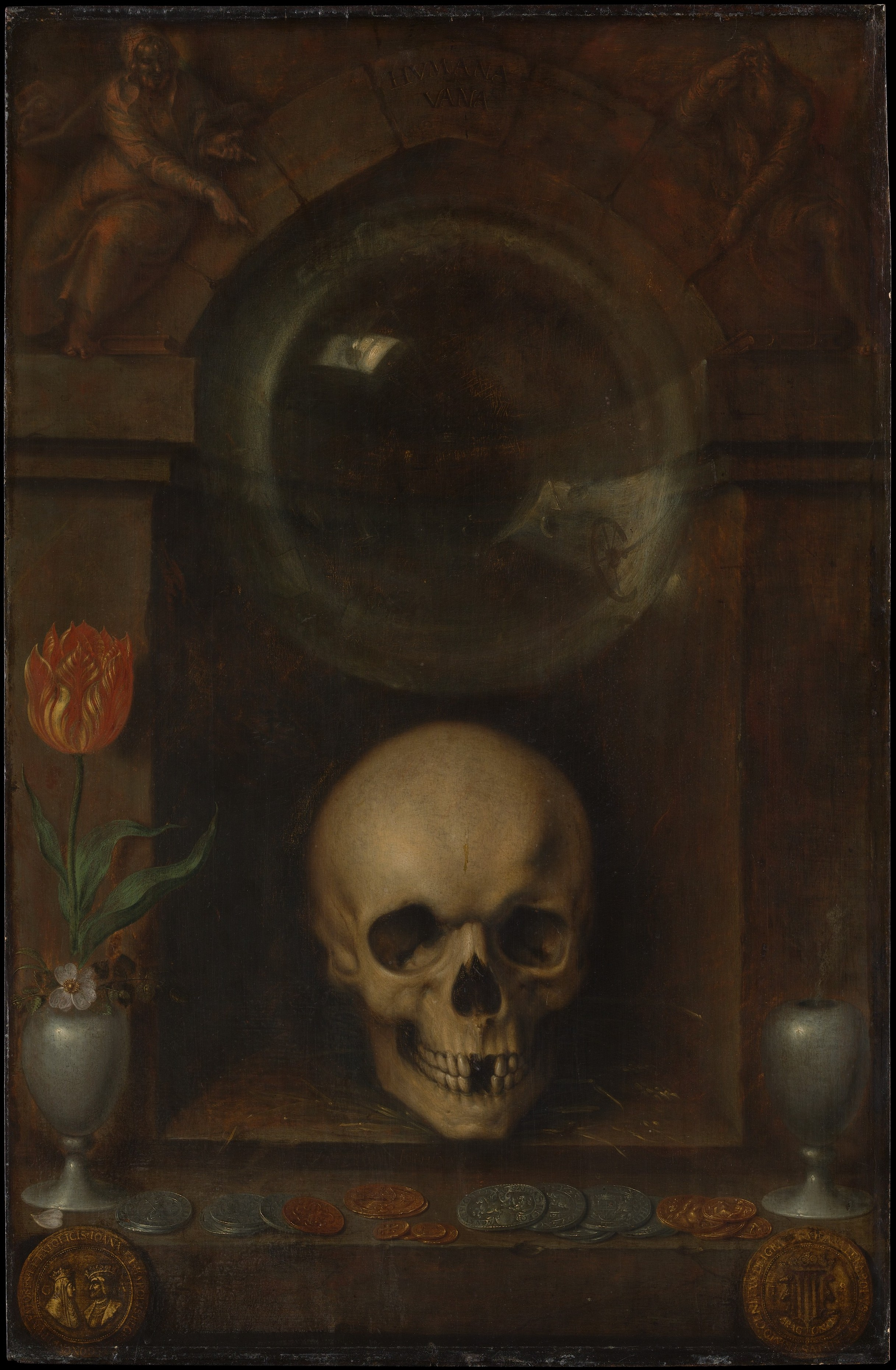
Натюрморт в жанре ванитас, указывающий на тщетность жизни. Гераклит и Демокрит изображены в пазухах арки, указывающими на череп — символ бренности, мыльный пузырь — символ пустых надежд

Целью всякого познания Демокрит считал «спокойствие души (греч. εὐθυμία, которую он, впрочем, называет и разными другими именами), однако не то, которое доставляется чувственным довольством, а нравственное, неколебимое страстями (греч. καθ᾽ ή̔ν γαληνω̃ς καὶ εὐσταθω̃ς ἡ ψυχὴ διάγει, ὑπὸ μηδενος ταραττομένη φόβου ἢ δεισιδαιμονίας ἢ ά̓λλού τινος πάθους). Отсюда, вероятно, явилось предание, изображающее Демокрита вечно смеющимся (греч. γελασι̃νος), а Гераклита вечно плачущим».
...Значит, похвально и то, что один-то мудрец всё смеялся,

Как поднимал от порога, вперёд вынося, свою ногу,

Ну, а другой был совсем не таков: он больше всё плакал.
Впервые противопоставление зафиксировано у автора II века до н. э. Сотиона, а затем у многих греческих (Лукиан, Ипполит Римский) и латинских авторов.
Из римлян эта идея противопоставления упоминается у Сенеки, Ювенала и др., «которые считали Демокрита оптимистичным философом, любителем хорошей жизни, который смеялся над расточительностью человечества, в отличие от его предшественника, Гераклита, автора неясных, печальных текстов, возмущавшегося человеческими слабостями». Цицерон приписывает Демокриту постоянный смех наряду с величием его души.
Сенека писал: «Гераклит всякий раз, как выходил на люди, плакал, а Демокрит смеялся: одному всё, что мы делаем, казалось жалким, а другому — нелепым», а также: «Гераклит всякий раз, как выходил из дому и видел вокруг себя столько скверно живущих, а точнее сказать скверно гибнущих людей, начинал плакать и жалеть всех попадавшихся ему навстречу прохожих, даже если они были веселы и счастливы… Про Демокрита же рассказывают, наоборот, что он никогда не появлялся на людях без улыбки: до того несерьёзным ему казалось всё, чем серьёзно занимались все вокруг. Но где здесь место гневу? Надо либо смеяться надо всем, либо плакать»

«Но прежде всего, что такое самый смех, каким образом он возбуждается… увидел бы Демокрит. Демокрит, если бы был на земле, смеялся бы. У мудрецов же вместо гнева появлялись: слёзы — у Гераклита, смех — у Демокрита. Демокрит же имел обыкновение непрестанным смехом приводить в движение свои лёгкие, — уже его мудрость доказывает, что великие люди, которые дают великие примеры, могут рождаться на родине глупцов и в затхлом воздухе… Ибо Демокрит был родом из города Абдер, где обычно рождаются глупцы. Он всё смеялся, считая достойными смеха все человеческие дела».
Таким образом, для древних неспособность смеяться или плакать означала неспособность быть мудрым. Происходило это потому, что смех и слёзы в отличие от негодования — это две реакции на безумие человеческой жизни, дозволенные философу, и Гераклит с Демокритом были воплощениями этих образов.
Ренессансные гуманисты XV века также использовали эту пару, чтобы утвердить мнение, согласно которому жизнерадостное мироощущение более соответствует философу.
Монтень пишет о них в своей главе «О Демокрите и Гераклите» в книге «Опытов», толкуя хорошее настроение Демокрита более скептически:
Демокрит и Гераклит — два философа; из коих первый, считая судьбу человека ничтожной и смешной, появлялся на людях не иначе, как с насмешливым и смеющимся лицом. Напротив, Гераклит, у которого тот же удел человеческий вызывал жалость и сострадание, постоянно ходил с печальным лицом и полными слёз глазами. (…) Настроение первого мне нравится больше — не потому, что смеяться приятнее, чем плакать, а потому, что в нём больше презрения к людям, и оно сильнее осуждает нас, чем настроение второго; а мне кажется, что нет такого презрения, которого мы бы не заслуживали.

## Живопись
Эти образы представлены в европейской живописи Ренессанса и барокко — на одной картине или в виде диптиха.
Демокрит:
- улыбается или смеётся
- с глобусом и циркулем

Гераклит:
- плачет, рыдает или просто грустит
- в чёрном
- иногда тоже с глобусом
- иногда палец приложен к глазу[12]

## В картинах нидерландских живописцев

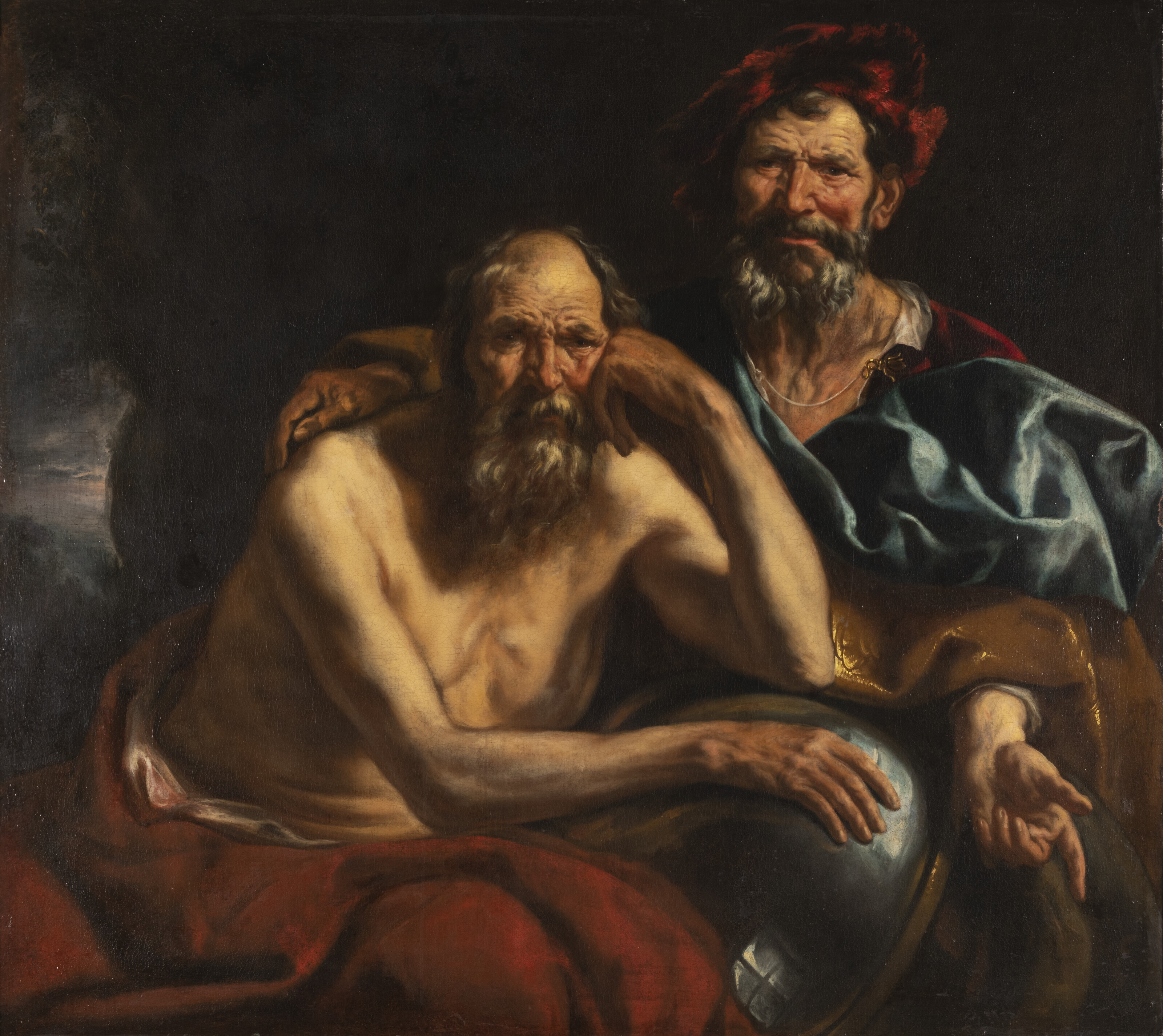
Я. Йорданс. Гераклит и Демокрит. Между 1620 и 1673. Частное собрание
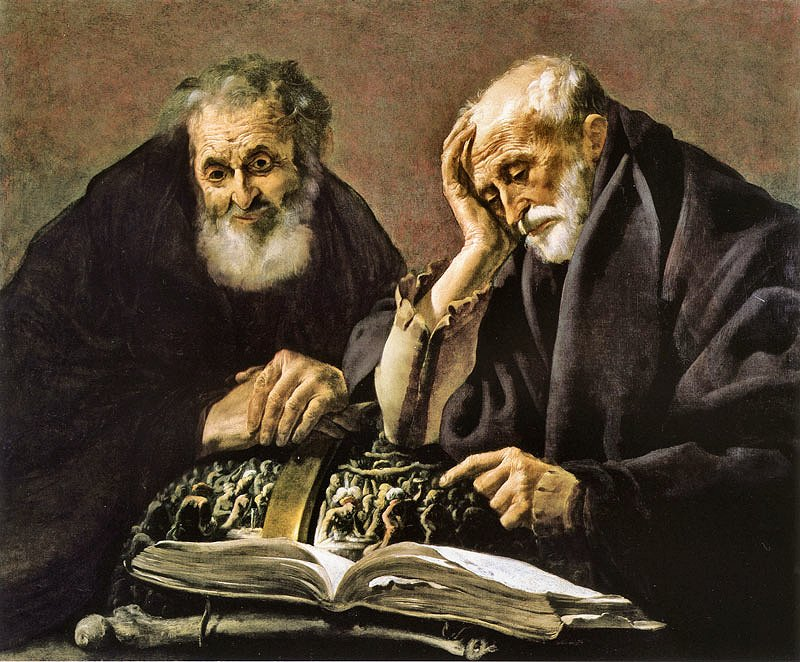
Х. Тербрюгген. Демокрит и Гераклит. 1630-е
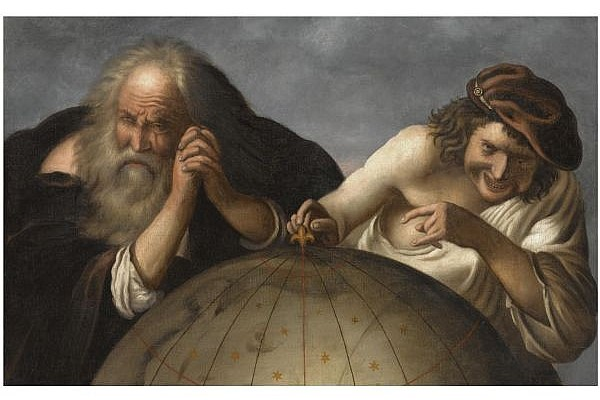
И. Морелсе. Демокрит и Гераклит

- Демокрит (Веласкес)

## В литературе

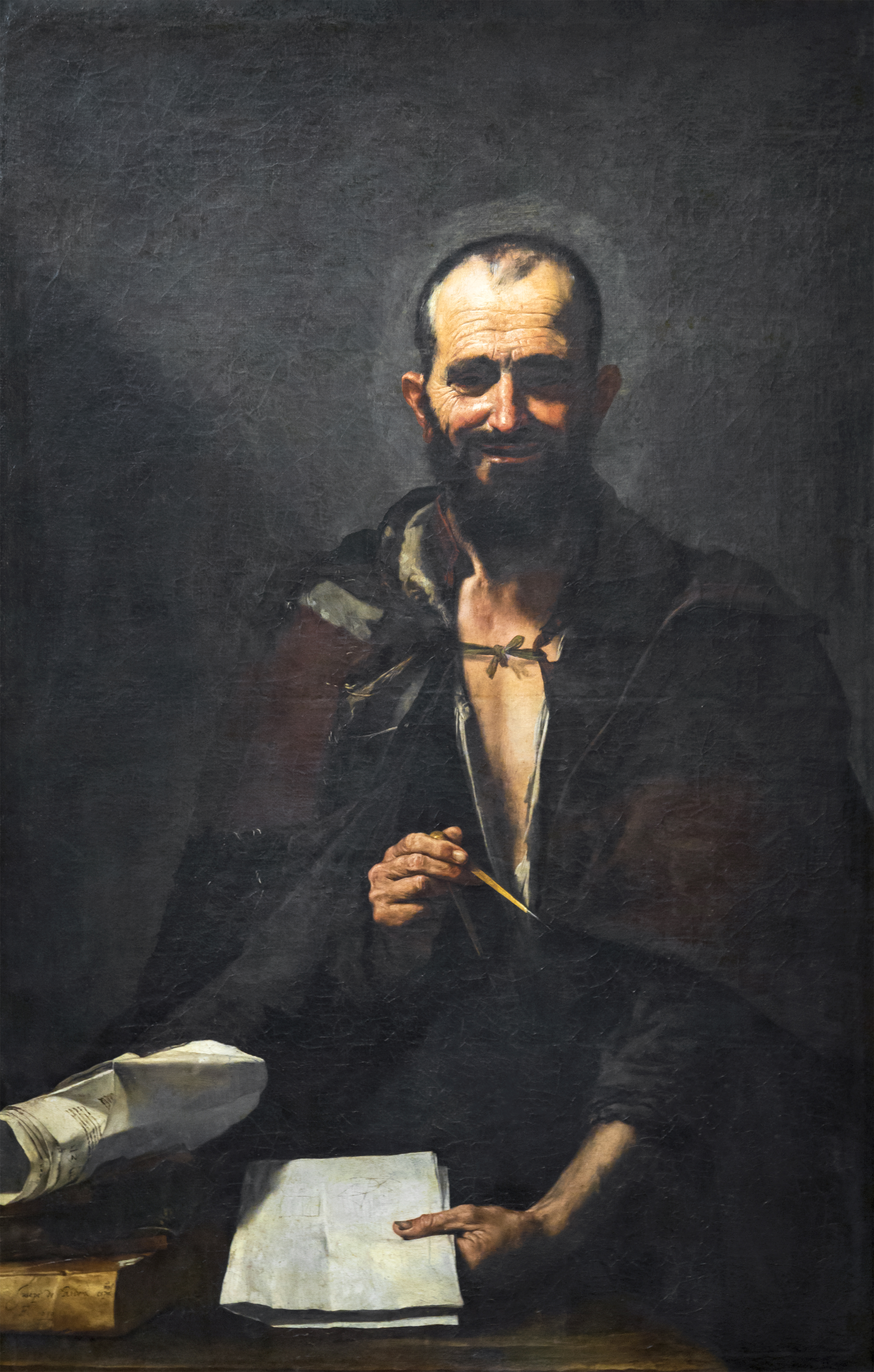
Картина Хусепе Риберы под традиционным названием «Архимед» по некоторым предположениям изображает именно смеющегося Демокрита, что подтверждают атрибуты и выражение лица модели. Многие картины на этот сюжет в настоящий момент потеряли своё название и поэтому воспринимаются неправильно

- Франсуа Рабле, «Гаргантюа и Пантагрюэль»: «Таким образом, они изобразили собой гераклитствующего Демокрита и демокритствующего Гераклита».
- Вальтер Скотт. «Квентин Дорвард»: «Эти два исполнителя закона представляли прямую противоположность друг другу как по приёмам, так и по внешности. Людовик называл одного Демокритом, другого Гераклитом, а их начальник, великий прево, окрестил одного „Жан-кисляй“, а другого — „Жан-зубоскал“».
- Стихотворение перуанского поэта Клементе Альтауса «Demócrito y Heráclito», 1863
- Михаил Ломоносов в сочинении «Краткое руководство к красноречию» (Книга первая, в которой содержится риторика, показующая общие правила обоего красноречия, то есть оратории и поэзии) в § 203 обучает:

Повторение есть многократное положение речения в предложениях, что бывает: (…) 
5) Когда два речения, которые вместе стоят, порознь повторяются в разных идеях, например:

Премудрый человек может по вся дни на свете плакать и смеяться. Смеяться, как Демокрит над глупостию человеческою, плакать, как Гераклит о суете сего мира.
- В русской поэзии[13]:

| Николай Карамзин. «Гимн глупцам».                                                                            | Александр Полежаев. «Сашка». 1, 13.                                                                               | Денис Фонвизин. «К моим слугам». |
| --- | --- | --- |
| С умом все люди Гераклиты, И не жалеют слёз своих Глупцы же сердцем Демокриты: Род смертных арлекин для них. | Пусть смотрит Гераклит унылый С улыбкой жалкой на тебя, Но ты блажен, о друг мой милый, Забыв в веселье сам себя. | Иные резвятся, хохочут, пляшут, скачут, Другие морщутся, грустят, тоскуют, плачут. Вот как вертится свет; а для чего он так, Не ведает того ни умный, ни дурак. |